# Juno und der Pfau (Film)
Juno und der Pfau ist die 1975 geschaffene Fernsehaufzeichnung einer Inszenierung der gleichnamigen Tragödie in drei Akten von Seán O’Casey von Adolf Dresen in den Kammerspielen des Deutschen Theaters in Berlin durch das Fernsehen der DDR.

## Handlung
Da es sich hier um eine Theaterinszenierung handelt, siehe: Juno und der Pfau

## Produktion
Die Premiere dieser Inszenierung, mit der Übersetzung von Maik Hamburger und Adolf Dresen, fand am 5. Oktober 1972 im Rahmen der XVI. Berliner Festtage in den Kammerspielen des Deutschen Theaters in Berlin statt. Hier wurde auch die Vorstellung mit dem Bühnenbild und den Kostümen von Jochen Finke aufgezeichnet.
Die Erstausstrahlung erfolgte im 2. Programm des Fernsehens der DDR am 4. Januar 1975 in Farbe.

## Kritik
Die Kritik von Helmut Ullrich zur Theaterpremiere in der Neuen Zeit legte sich fest:

„Dresen, der zusammen mit Maik Hamburger auch eine durch Sprachplastizität ausgezeichnete Uebersetzung des Stückes schuf, erfaßt das alles. Er holt die Komik und die Tragik heraus, er akzentuiert genau die Umschwünge und Umbrüche der Stimmung. Er tut es zusammen mit großartigen Schauspielern.“

Im Neuen Deutschland meinte Rainer Kerndl, ebenfalls nach der Theaterpremiere:

„Vielleicht ist diese Tragödie in drei Akten das schönste Stück aus der Feder O’Caseys, und als ich von ihrer Premiere in den Berliner Kammerspielen nach Hause fuhr, hatte ich diesen Eindruck. Was freilich auch für Regisseur Adolf Dresens Arbeit spricht wie für die seines Darstellerensembles.“

In der Berliner Zeitung schrieb Ernst Schumacher bereits 1972:

„Das Publikum war vom realistischen Spiel der Darsteller trotz ungleicher Qualität in den beiden ersten Bildern sichtlich fasziniert.“